# Campo Grande (Bermejo)
Campo Grande is een plaats in het departement Tarija, Bolivia. Het is naar aantal inwoners de derde grootste plaats van de gemeente Bermejo, gelegen in de provincie Aniceto Arce. 

## Bevolking
| Jaar | Populatie |
| ---- | --------- |
| 1992 | 1.188     |
| 2001 | 1.288     |
| 2012 | 348       |